# The Purple Rose of Cairo
The Purple Rose of Cairo is een Amerikaanse film uit 1985 van regisseur Woody Allen. Het is een drama/komedie over een jonge vrouw die volkomen opgaat in de films die ze in de bioscoop ziet, zeker als een van de filmpersonages uit het witte doek in de echte wereld stapt.

## Verhaal
Cecilia wordt ontslagen. Het tijdstip waarop ze haar baan verliest kan niet ongunstiger zijn. Het is het dieptepunt van de grote crisis van de jaren dertig. Wanhopig loopt Cecilia naar huis naar haar weinig inspirerende huwelijk met Monk. Onderweg komt ze langs de bioscoop en gaat naar binnen. Het filmtheater is haar tweede huis, iedere film die wordt uitgebracht ziet ze minstens twintig keer. De film die nu wordt gedraaid, The Purple Rose of Cairo, heeft ze ook al vaker gezien, maar net als iedere keer gaat ze volledig op in het verhaal. Dan doorbreekt de hoofdfiguur uit de film, Tom, de zogenaamde vierde muur en richt zich rechtstreeks tot de verschrikte Cecilia. Hij complimenteert haar voor haar toewijding om de film zoveel maal te bekijken. Niet lang daarna stapt Tom uit het scherm en laat zijn medespelers en de toeschouwers in de zaal in verwarring achter.
Er ontstaat nu een hele rel. De bioscoop kan niet verder met de film en het verdwijnen van Tom wordt breed uitgemeten in de pers. Cecilia brengt veel tijd door met Tom, die maar weinig weet van de buitenwereld. Hun vreemde idylle wordt verstoord door Gil, de acteur die oorspronkelijk het karakter van Tom heeft gespeeld. Cecilia moet nu kiezen tussen Tom en Gil. Tom wil haar meenemen naar zijn wereld achter het scherm en Gil wil haar meenemen naar het echte Hollywood. Ze kiest uiteindelijk voor Gil en helpt om Tom terug te laten keren naar de film in de bioscoop. Vervolgens wordt ze door de weinig dankbare Gil in de steek gelaten. Verslagen loopt Cecilia terug naar het theater. Al snel wordt ze volkomen in beslag genomen door Top Hat, de nieuwste film van Fred Astaire en Ginger Rogers.

## Rolverdeling
| Acteur           | Personage                 |
| ---------------- | ------------------------- |
| Mia Farrow       | Cecilia                   |
| Jeff Daniels     | Tom Baxter / Gil Shepherd |
| Danny Aiello     | Monk                      |
| Michael Tucker   | Gils agent                |
| Irving Metzman   | Theatermanager            |
| Stephanie Farrow | Cecilia's zuster          |
| David Kieserman  | Diner Boss                |
| Elaine Grollman  | Diner Patron              |
| Victoria Zussin  | Diner Patron              |
| Mark Hammond     | Diner Patron              |
| Wade Barnes      | Diner Patron              |
| Joseph G. Graham | Diner Patron              |
| Don Quigley      | Diner Patron              |
| Maurice Brenner  | Diner Patron              |
| Paul Herman      | Penny Pitcher             |
| Rick Petrucelli  | Penny Pitcher             |

## Achtergrond
Allen was een groot filmliefhebber, met name van films uit de gouden Hollywoodjaren van 1930 tot 1950. The Purple Rose of Cairo is een soort eerbetoon aan deze periode, en tegelijkertijd een ode aan een bekende film als Hellzapoppin' waar ook een acteur het witte doek doorbreekt naar de echte wereld. Het is in feite een sprookje over de magie van de film, waarin hij de voorkeur lijkt te geven aan de imaginaire wereld boven de rauwe werkelijkheid.
De film bracht in totaal $10.631.333 op.

## Prijzen en nominaties
The Purple Rose of Cairo won in 1986 de BAFTA Awards voor beste film en beste originele scenario. Daarnaast won de film de César voor beste buitenlandstalige film en een Golden Globe voor beste scenario.
De film werd ook genomineerd voor een aantal grote filmprijzen, waaronder:
- De Academy Award voor beste originele scenario
- De Saturn Awards voor beste regisseur, beste actrice, beste script en beste fantasiefilm.
- De BAFTA Award voor beste actrice.